# Patrick Baur
Patrick Baur (* 3. Mai 1965 in Radolfzell) ist ein ehemaliger deutscher Tennisspieler.

## Karriere
Baur wurde 1986 Tennisprofi. Im Jahr darauf gewann er in Fürth sein erstes Challenger-Turnier. 1988 gewann er in Båstad an der Seite von Udo Riglewski seinen ersten Doppeltitel auf der ATP World Tour durch einen Finalsieg über Stefan Edberg und Niclas Kroon. Zudem errang er den Einzeltitel beim Challenger-Turnier von Martinique, gewann mit Udo Riglewski den Doppeltitel des Challenger-Turniers von Valkenswaard und stand zusammen mit Alexander Mronz im Finale des ATP-Turniers von Tel Aviv. Im Jahr darauf konnte er den Doppeltitel von Tel Aviv gewinnen, diesmal zusammen mit Jeremy Bates. Sein zweiter war zugleich sein letzter Doppeltitel auf der ATP World Tour. Einen weiteren Einzeltitel auf der Challenger-Tour errang er im selben Jahr in Manchester.
1991 wurde sein erfolgreichstes Jahr. Er gewann zwei ATP-Einzeltitel; im brasilianischen Guarujá besiegte er im Finale Fernando Roese, im Endspiel von Seoul war er gegen Jeff Tarango erfolgreich. 1992 stand er in Taipei letztmals in einem ATP-Doppelfinale, unterlag jedoch an der Seite von Christo van Rensburg gegen die Australier Sandon Stolle und John Fitzgerald. Seine höchsten Notierungen in der ATP-Weltrangliste erreichte er 1991 mit Platz 74 im Einzel sowie 1989 mit Position 64 im Doppel.
Sein bestes Einzelergebnis bei einem Grand-Slam-Turnier war das Erreichen der dritten Runde von Wimbledon 1995, die er gegen 	Cédric Pioline bestritt. In der Doppelkonkurrenz stieß er 1989 bei den Australian Open und den French Open jeweils in die dritte Runde vor.
Baur war mit dem TC Blau-Weiss Neuss vier Mal Deutscher Mannschaftsmeister sowie drei Mal Deutscher Vizemeister und einmal Vize-Europameister.

## Erfolge
| Legende                       |
| Grand Slam                    |
| Tennis Masters Cup            |
| ATP Masters Series            |
| ATP International Series Gold |
| ATP International Series (4)  |

### Einzel
| Nr. | Datum            | Turnier | Belag     | Finalgegner    | Ergebnis      |
| --- | ---------------- | ------- | --------- | -------------- | ------------- |
| 1.  | 10. Februar 1991 | Guarujá | Hartplatz | Fernando Roese | 6:2, 6:3      |
| 2.  | 21. April 1991   | Seoul   | Hartplatz | Jeff Tarango   | 6:4, 1:6, 7:6 |

### Doppel
| Nr. | Datum            | Turnier  | Belag     | Partner       | Finalgegner                 | Ergebnis      |
| --- | ---------------- | -------- | --------- | ------------- | --------------------------- | ------------- |
| 1.  | 16. Juli 1988    | Båstad   | Sand      | Udo Riglewski | Stefan Edberg Niclas Kroon  | 6:7, 6:1, 6:4 |
| 2.  | 21. Oktober 1989 | Tel Aviv | Hartplatz | Jeremy Bates  | Rikard Bergh Per Henricsson | 6:1, 4:6, 6:1 |